# Fjerde Sø
Fjerde Sø (egl. Fjerde Søforsikringsselskab, Limiteret) var et dansk forsikringsselskab. Det blev etableret 29. april 1863 som søforsikringsselskab af en gruppe københavnske redere og grosserere. Siden blev spektret udvidet, så firmaet tilbød flere slags forsikringer, og i 1991 blev det overtaget af Codan.
Firmaet lå i mange år i Hansens Palæ på hjørnet af Bredgade og Fredericiagade, tegnet af Jørgen Hansen Koch.
Selskabets første ledelse bestod af: Etatsråd J.F. Carøe, grosserer Moses Melchior, grosserer Harald Hansen, etatsråd Edvard Thune og kaptajnløjtnant Christian Obelitz.
Fra 1929 var Just Abildgaard (1888-1964) adm. direktør.